# Raoul Bécousse
Raoul Bécousse, né le 23 septembre 1920 à Saint-Jean-des-Vignes Saône-et-Loire et mort  le 27 janvier 2000, est un  professeur de lettres et un poète français.

## Biographie
S'il est bourguignon par ses origines Raoul Becousse est lyonnais dès son enfance. Il est lycéen au lycée Saint Marc de Lyon, ami de Gilbert Dru, de Jean-Marie Domenach... durant la guerre il fait un séjour forcé en Allemagne au titre du service du travail obligatoire. 
Il devient professeur de lettres classiques d'abord chez les jésuites puis au lycée public Jean-Moulin de Lyon. Il le sera durant 20 ans, jusqu'en 1981, date de son départ à la retraite. 
Mais ses activités le plus remarquables sont celles de poète et  de journaliste et de critique ainsi que celle de traducteur d'œuvres d'auteurs écrivant en allemand.
Il est promu au grade d'officier dans l'ordre des Palmes Académiques.

## Œuvres

### Accueil critique
Il publie son premier recueil, " Septembre m'a comblé ", en 1947. Ses livres postérieurs, dont les meilleurs sont " La parole est aux collines " (1957) et " Poèmes captifs " (1964), le montrent cheminant vers une expression dépouillée, à la fois "illuminée" et volontaire, à propos de laquelle on songe à Emily Dickinson et à René Char.
Poète reconnu et récompensé il est présent dans de nombreuses anthologies, telle que celle de Robert Sabatier qui écrit "son œuvre offre toute la variété de ses registres, du plus grave au plus flûté. Chez lui l'économie des mots, le soin de l'écriture vont de pair avec la générosité de la pensée. L'aspiration à plus d'amour humain, à plus de foi, une inquiétude spirituelle, s'accompagne d'une bonne santé du poème, d'un goût terrien, d'un humour au quotidien".

### Prix et récompenses
- Prix Claude Sernet[6] pour le manuscrit " la Grande Porte. "
- Prix de poésie Francis-Jammes pour " Bréviaire des ténèbres "[7].
- Prix d'honneur de l'Académie des sciences, belles-lettres et arts de Lyon, 1990.
- Prix Louis-Guillaume, 1974, pour Le temps provisoire
- Prix Gustave Gasser pour Après les noces.
- Prix Jean Malrieu : prix " Etranger " attribué à WolfDietrich Schnurre, pour son livre Messages clandestins et nouveaux poèmes, traduit de l'allemand par Raoul Bécousse[8].

### Poésies
- Septembre m'a comblé, 1947.
- Élégies du vieux couvent, éd. Cahiers du nouvel humanisme, 1952, 60 p., préface de Louis Pize.
- La Parole est aux collines, éd. Rodez, 1957, 31 p.
- Chemins de terre, éd. Rodez Subervie, 1959, 80 p.
- Pour saluer la joie, éd. Rodez Subervie 1961 97 p.
- Bréviaire des ténèbres, éd. Rodez Subervie 1963 61 p.
- Poèmes captifs, éd. La Bastide de Goudargues, Gard, 1964 31 p.
- Odes polygames, éd. Rodez Subervie, 1965, 40 p.
- Un arbre dans l'oreille, éd. Rodez Subervie, 1968, 88 p.
- La nuit n'est plus si froide, éd. Rougerie, 1972, 41 p.
- Le Temps provisoire, Rougerie, 1974.
- Après les noces, éd. Rodez Subervie, 1974, 188 p.
- La grande porte, éd. Rougerie, 1974 49 p.
- La faille où la mémoire hiverne, Verso, Saint-Didier-au-Mont-d'Or, 1980.
- La Gargouille, 1980.
- L'Unique Oiseau, 1981.
- Le Vin d'août, 1984.
- Quatre saisons de l'âme, éd. Rougerie, 1993, 81 p.

### Autres publications
- Six poètes de RDA anthologie la Bartavelle , 1990 121 p. Poèmes en allemand avec traduction française en regard.
- Wolfdietrich Schnurre, Nieul-sur-Mer, Éd. Contre-temps 1990 61 p. textes en allemand et trad. française en regard.
- Postface à Louis Pize de Jean Vuaillat ed. Rodez Subervie 1969 94 p

## Pour approfondir